# Тулча (жудец)
Жуде́ц Ту́лча (рум. Judeţul Tulcea) — румынский жудец в регионе Добруджа в дельте Дуная, известный также как крупнейшее в стране место концентрации русскоязычных липован.

## География
Тулча — крупный уезд, расположенный на юго-востоке Румынии, в Северной Добрудже, преимущественно в дельте реки Дунай. На севере граничит с Одесской областью Украины (ныне также граница ЕС и Украины), на востоке омывается Чёрным морем, на юге — граничит с жудецем Констанца, на западе — с жудецем Брэила, на северо-западе — с жудецем Галац. Площадь жудеца — 8499 км². Расположен в зоне степей умеренного пояса.
На территории уезда находится крупнейшая в Румынии группа озёр Разелм.
Административный центр — город Тулча.

## Население
Население уезда всегда отличалось этническим разнообразием. Ранее регион входил в состав Византийской и Османской империй, что отразилось на его национальном составе. Вплоть до середины XX века регион был центром ислама в Румынии из-за большого количества турок и крымских татар, постепенно эмигрирующих в Турцию. В 1974 году население уезда составляло 260 тыс. чел. По переписи 2011 года, в уезде проживало 201 452 человек, что является результатом эмиграции и естественной убыли. Плотность населения составляла 23,70 человек/км², самый низкий показатель среди всех жудецев Румынии, что объясняется болотистым характером местности и непригодностью многих регионов для обитания из-за наводнений.

### Современный этнический состав[2]
- Румыны — 85,00 % (230 843 человека)
- Русские, включая липован — 11,37 % (56 339)
- Турки и крымские татары — 1,29 % (3309)
- Цыгане — 0,88 % (2257)
- Греки — 0,65 % (1667)
- Прочие 0,80 %, в основном украинцы

Уезд является местом крупнейшей в Румынии концентрации липован, составляющих 6,4 % его населения (крупнейшее меньшинство). На юге вдоль побережья Чёрного моря сохраняются небольшие общины румынских мусульман. В современном населении преобладают румыны, распространены румынский и русский языки. Преобладающая религия — православие.
| Год  | Население уезда Тулча |
| ---- | --------------------- |
| 1948 | 192 228 чел.          |
| 1956 | 223 719 чел.          |
| 1966 | 236 709 чел.          |
| 1977 | 254 531 чел.          |
| 1992 | 270 997 чел.          |
| 2002 | 256 492 чел.          |
| 2011 | 201 462 чел.          |

## Административное деление
В жудеце находятся 1 муниципий, 4 города и 46 коммун.

### Муниципия
- Тулча — административный центр уезда с населением 96 813 жителей (2002).

### Города
- Бабадаг (Babadag)
- Исакча (Isaccea)
- Мэчин (Măcin)
- Сулина (Sulina)

### Коммуны
Ниже приведён список коммун (населённых пунктов Тулчинского уезда). Как видно из названий в топонимике региона оставили свой след многочисленные романские народы, славяне (русские, болгары), тюркские народы (турки, печенеги, крымские татары), греки.
- Байдауд Baidaud
- Бая Baia
- Бештепе Beştepe
- имени Розетти C. A. Rosetti
- Каркалиу Carcaliu
- Касимча Casimcea
- Чамурлия-де-Жос Ceamurlia de Jos
- Чаталкёй Ceatalchioi
- Черна Cerna
- Килия-Веке Chilia Veche
- Чукурова Ciucurova
- Кришан Crişan
- Дэень Dăeni
- Доробанцу Dorobanţu
- Фрекэцей Frecăţei
- Греч Greci
- Гринду Grindu
- Хамчарка Hamcearca
- Хория Horia
- Брэтяну I. C. Brătianu
- Извоареле Izvoarele
- Жижила Jijila
- Журиловка Jurilovca
- Лункавица Luncaviţa
- Махмудия Mahmudia
- Мальюк Maliuc
- Михай БравуMihai Bravu
- Михай-Когэлничану Mihai Kogălniceanu
- Муригёл Murighiol
- Налбант Nalbant
- Никулицел Niculiţel
- Нуфэру Nufăru
- Остров Ostrov
- Пардина Pardina
- Печеняга Peceneaga
- Сарикёй Sarichioi
- Сфынту-Георге, Sfântu Gheorghe
- Слава Черкезэ Slava Cercheză
- Смэрдан Smărdan
- Сомова Somova
- Стежару Stejaru
- Тополог Topolog
- Туркоая Turcoaia
- Валя-Нукарилор Valea Nucarilor
- Валя-Тейлор Valea Teilor
- Вэкэрень Văcăreni

## Экономика
Сельское хозяйство и рыбалка являются главными занятиями в этом заболоченном регионе, в них занято до 48 % населения региона, в том числе практически всё сельское население. Промышленность (рыбопереработка) также ориентирована на этот сектор и сосредоточена почти исключительно в городах.
Речное и морское судоходство по Дунаю и его гирлам, некогда развитое, переживает некоторый упадок.
Главные промышленные сектора уезда:
- Пищевая промышленность.
- Текстильная промышленность.
- Судоверфи.
- Металлургия — алюминий.
- Химическая промышленность.
- Стройматериалы.

## Достопримечательности и туризм
В двухстах метрах от речного порта стоит памятник (бюст) Кемалю Ататюрку. В городе имеется мечеть.